# Fortaleza Liventsovskaya
La fortaleza Liventsovskaya (del ruso: Ливенцовская крепость) es una fortaleza construida por los pueblos de la cultura del Cáucaso Norte de la Edad del Bronce en el siglo XVII a. C.. Es parte del complejo arqueológico Liventskovski, situado en la orilla derecha del río Mortvi Donets, entre los barrios Liventskovskoye y Karatayevo del distrito Sovetski de la ciudad de Rostov del Don, en el sur de Rusia. Fue descubierta por los arqueólogos en la década de 1950. En 1977 fueron reconocidas como objeto de Patrimonio Cultural de Interés Local por el Comité Ejecutivo de Rostov.

## Historia

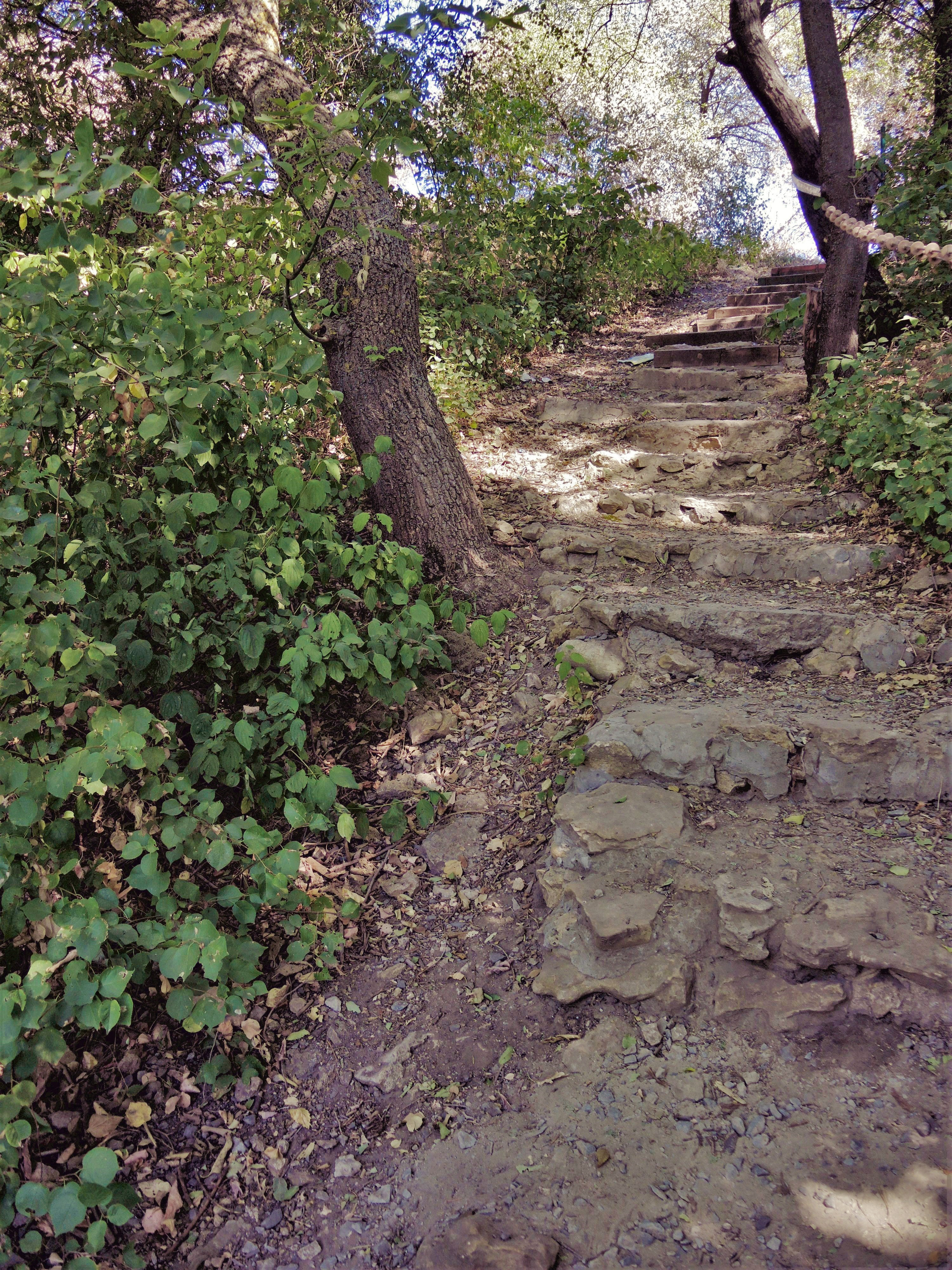
Acceso a la fortaleza.

Numerosos yacimientos arqueológicos indican que esta zona estaba habitada desde el Calcolítico. Disfruta un clima templado, con una ubicación geográfica conveniente y abundancia de pescado y carne: en el Don pastaban rebaños de bisontes, rinocerontes lanudos y mamuts. Se han hallado herramientas de sílex extraídas a partir de núcleos. Durante la Edad del Bronce (siglos XXXIII-XIII/XI a. C. las afueras de Rostov del Don fueron habitadas, aunque se conoce poco de los habitantes, sólo se han hallado restos de ánforas.
Las primeras excavaciones se llevaron a cabo en la década de 1920 por Aleksandr Aleksándrovich Miler de la Academia Estatal de Historia de la Cultura Material, pero no sería hasta la de 1950 que no se hallaría la fortaleza. Pavel Larenok, jefe de la expedición arqueológica de la Sociedad de toda Rusia para la Protección de Monumentos de Historia y Cultura, afirmó que se había excavado una pequeña parte de la fortaleza que formaría parte de un complejo arqueológico que ocuparía 8 ha, yq ue incluiría varios niveles de asentamiento desde el Paleolítico hasta los escitas, con capas de Calcolítico y Bronce (necrópolis). El muro de la fortaleza tendría un perímetro de 280 metros.
En los tiempos modernos el yacimiento se hallaba en un estado deplorable por la falta de financiación para la conservación de los restos, que no estaban protegido y eran usado como vertedero por la comunidad local.

## Disputa legal
En 2012 los terrenos del yacimiento fueron entregados para la construcción de edificios, lo que ocasionó una demanda legal por parte de la fiscalía de la administración de la ciudad de Rostov del Don por la venta ilegal de las tierras. En primavera de 2013 un tribunal declaró inválida la venta de las tierras